# 파울루 마르세우 페레이라 메라베트
파울루 마르세우 페레이라 메라베트 또는 호마 (1979년 2월 22일 ~)는 브라질의 은퇴한 축구 선수이다. 선수시절에 공격수로 뛰었다.